# Dirty Weaponry
Dirty Weaponry – drugi album studyjny amerykańskiej grupy hip-hopowej Killarmy wydany 11 sierpnia 1998 roku nakładem wytwórni Wu-Tang (w Europie i USA) oraz Priority (tylko w USA) i PIAS (tylko w Europie). Album został niemal w całości wyprodukowany przez producenta grupy, 4th Disciple (10 z 13 utworów); dwa utwory wyprodukował Mathematics a jeden – Russ Prez. Podobnie jak przy pierwszym albumie grupy producentem wykonawczym był RZA z Wu-Tang Clan.
Wydawnictwo było promowane singlami „Red Dawn” oraz „The Shoot Out”, debiutując w pierwszym tygodniu po premierze na 40. miejscu notowania Billboard 200 oraz 13. miejscu notowania Top R&B/Hip-Hop Albums.

## Lista utworów
| Nr  | Tytuł utworu                                      | Producent    | Długość |
| --- | ------------------------------------------------- | ------------ | ------- |
| 1.  | „Galactics”                                       | Mathematics  | 4:38    |
| 2.  | „Allah Sees Everything” (gościnnie Killah Priest) | 4th Disciple | 3:34    |
| 3.  | „5 Stages Of Consciousness”                       | 4th Disciple | 4:37    |
| 4.  | „Unite To Fight”                                  | 4th Disciple | 2:03    |
| 5.  | „Murder Venue”                                    | 4th Disciple | 3:48    |
| 6.  | „Doomsday” (gościnnie Holocaust)                  | 4th Disciple | 3:32    |
| 7.  | „Red Dawn”                                        | 4th Disciple | 3:48    |
| 8.  | „The Shoot Out”                                   | 4th Disciple | 2:23    |
| 9.  | „Bastard Swordsman” (gościnnie Holocaust)         | Mathematics  | 4:20    |
| 10. | „Last Poet”                                       | Russ Prez    | 3:28    |
| 11. | „Serving Justice”                                 | 4th Disciple | 3:26    |
| 12. | „Where I Rest At”                                 | 4th Disciple | 3:32    |
| 13. | „Pain”                                            | 4th Disciple | 4:06    |
|     |                                                   |              | 47:15   |

Sample
- W utworze „Bastard Swordsman” wykorzystano fragment utworu „Stop and Check Myself” w wykonaniu Al Greena.
- W utworze „Last Poet” wykorzystano fragment utworu „If I Thought You'd Ever Change Your Mind” w wykonaniu Cilli Black, fragment przemówienia Richarda Nixona o zakończeniu wojny w Wietnamie z 1973 roku oraz fragment przemówienia George’a H.W. Busha o ogłoszeniu I wojny w Zatoce Perskiej z 1991 roku.
- W utworze „Serving Justice” wykorzystano fragment utworu „The Lonely Shepherd” w wykonaniu James Lasta oraz Gheorghe'a Zamfir.
- W utworze „Where I Rest At” wykorzystano fragment utworu „Part Time Love” w wykonaniu Gladys Knight & the Pips.